# Bauernbreite 10

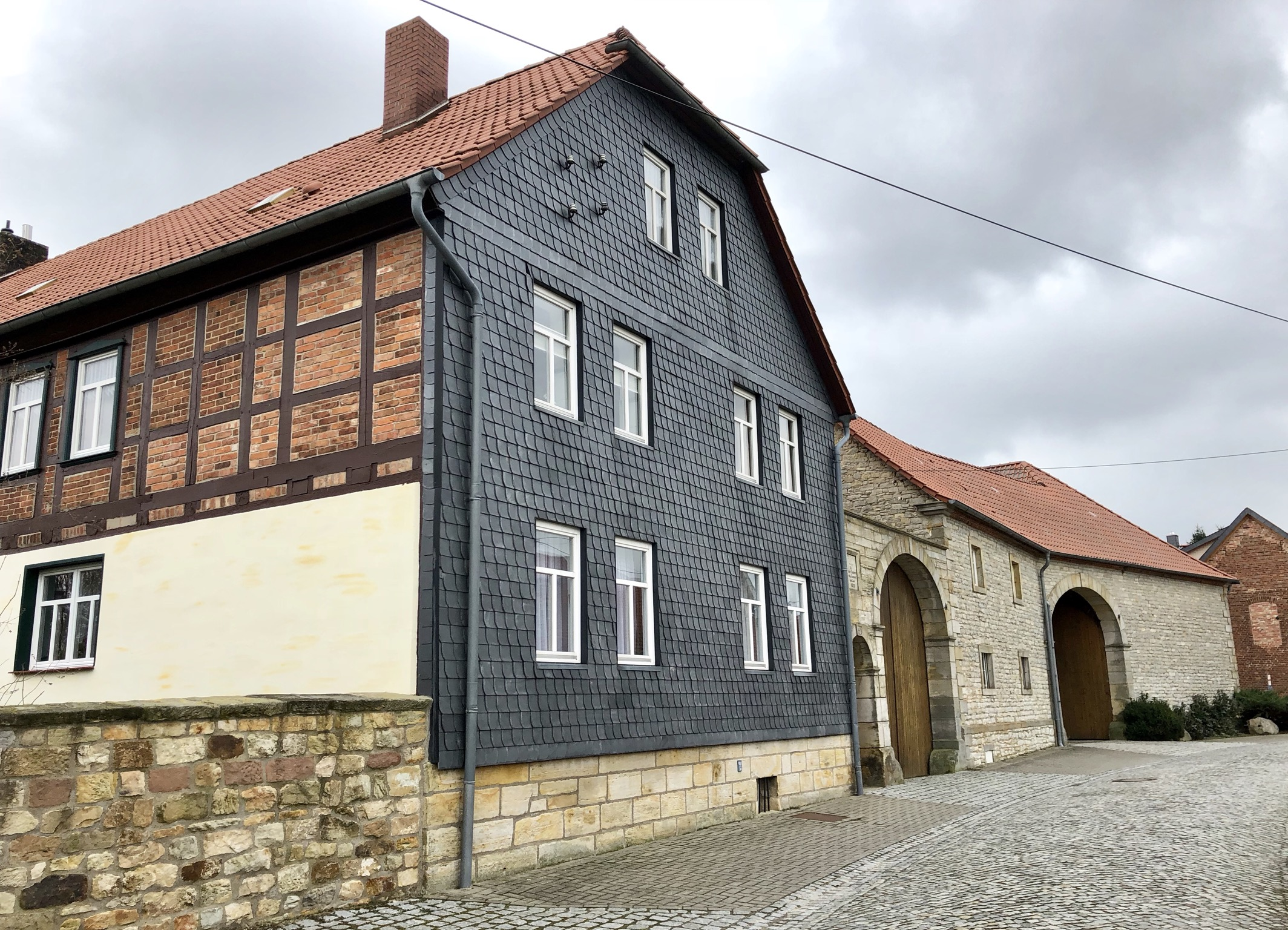
Bauernbreite 10

Die Bauernbreite 10 ist ein denkmalgeschützter Bauernhof im zur Gemeinde Ingersleben gehörenden Dorf Morsleben in Sachsen-Anhalt.

## Lage
Der Hof befindet sich am östlichen Dorfrand Morslebens auf der Ostseite der Straße Bauernbreite und gilt als prägend für das Straßen- und Ortsbild. Er gehört zugleich zum Denkmalbereich Bauernbreite 10, 12, 14. In der Vergangenheit bestand die Adressierung Bauernstraße 5.

## Architektur und Geschichte
Der große Vierseitenhof verfügt neben dem Wohnhaus über große Scheunen- und Stallbauten. Der an der Straße stehende Torbogen und die Durchfahrtsscheune entstanden im Jahr 1859. Teile des Hofs sind in Fachwerkbauweise errichtet. Im Jahr 1929 erfolgte eine behutsame Erneuerung des Anwesens. Der Hof ist nach dem Gutshof Morsleben der zweitgrößte Hof des Orts.
Im örtlichen Denkmalverzeichnis ist der Bauernhof unter der Erfassungsnummer 094 84164 als Baudenkmal verzeichnet.
Der Bauernhof gilt als von guter handwerklicher Qualität und wird als von architektonischem Rang beschrieben.